# Take a Break
Take a Break é o quarto álbum de estúdio da banda Me First and the Gimme Gimmes, lançado em 2003 pela gravadora independente Fat Wreck Chords.
Este álbum possui apenas músicas gravadas por artistas negros.

## Faixas
1. "Where Do Broken Hearts Go" (Whitney Houston)
2. "Hello" (Lionel Richie)
3. "End of the Road" (Boyz II Men)
4. "Ain't No Sunshine" (Bill Withers)
5. "Nothing Compares 2 U" (Prince)
6. "Crazy" (Seal)
7. "Isn't She Lovely2 (Stevie Wonder)
8. "I Believe I Can Fly" (R. Kelly)
9. "Oh Girl" (The Chi-Lites)
10. "I'll Be There" (Jackson 5)
11. "Mona Lisa" (Nat King Cole)
12. "Save the Best for Last" (Vanessa Williams)
13. "Natural Woman" (Aretha Franklin)